# 谭浩明

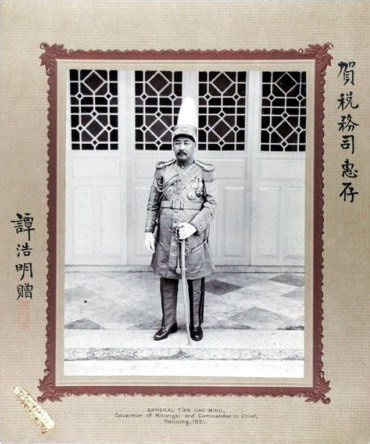

譚浩明（1871年7月3日—1925年4月17日），字月波，壮族，广西省太平府龙州厅（今龙州县）人，清末民初軍閥，广西督军,旧桂系領袖陆荣廷之小舅，同時亦為派系內要員。

## 生平

### 旧桂系中的崛起
譚浩明生于一个经营農业及水運的家庭，青年时期传承家业。後来，陸荣廷與譚浩明的姐姐結婚，不久，陸荣廷加入綠林，劫掠為生，危害甚鉅，於是清兵將之招安，陸荣廷成為一個軍官。
中法战争后，譚浩明跟随陸荣廷，后逐步升职。1911年（宣統3年）6月，陸荣廷任广西提督，譚被任命为广西巡防营統領，驻扎南寧。
中華民国成立后，陸荣廷担任广西都督兼民政長，譚浩明被任命为桂軍第2師師長。1913年（民国2年）7月二次革命爆发，譚镇压广西省内的革命黨。翌年7月，兼任龙州鎮守使以及广西边防对汛督办，驻扎龙州。
1915年（民国4年）12月袁世凱称帝，谭浩明获封二等男。陸荣廷对袁世凯不满，乃于護国战争爆发後的1916年（民国5年）3月15日发表反袁独立宣言。譚浩明跟随陸荣廷，5月1日两广都司令部成立，譚浩明任護国軍第5軍軍長。6月6日，袁世凱去世，7月6日，总统黎元洪任命陸荣廷为广东都督，替代龙济光，陸于10月抵广州，遂主政广东省，不久陸荣廷因病命谭浩明代理广东都督。
1917年（民国6年）4月10日，陸荣廷任两广巡阅使，同日谭浩明改任署广西督军。6月20日，谭浩明和广東督军陳炳焜共同主张「两广自主」，反对北京李经羲政府。9月18日，零陵镇守使劉建藩宣告湘南独立，10月下旬，谭浩明任两广护国军联军总司令，亲率军入湖南支援刘建藩。11月15日，湖南督军傅良佐逃往北京，24日谭浩明被推任湖南督军，后来他败给北洋政府的吴佩孚軍。1918年（民国7年）6月，他撤离湖南省，回到南寧。

### 东山再起与失势
接受在湖南敗北的教訓后，譚浩明着手推动軍事改革，促进近代化。1918年（民国8年）1月，他再度兴办广西陸軍講武堂。在内政方面，他积极施政，组织广西棉业促进会。但是其改革因技術力等方面的不足而失败。
1921年（民国10年），一度控制过广東的陆荣廷企图再度夺取广东，譚浩明参与其事。但是，孫文命陳炯明先发制人进攻广西（当时称为「援桂」）。劉震寰、沈鴻英的倒戈致使陸荣廷軍大敗。7月16日，陸荣廷、譚浩明下野，逃往上海。
1922年（民国11年）6月，孫文和陳炯明发生内讧，陸荣廷、譚浩明获得北京政府的援助，复归广西省。1924年（民国13年），陸荣廷、譚浩明在同沈鴻英軍以及李宗仁的新桂系軍队作战中失败，完全丧失军事及政治力量。
譚浩明逃往上海隐居。1925年（民国14年）4月17日，譚浩明的侍从副官在譚浩明的住宅内暗殺了譚浩明。据说该副官认为許给自己的婢女受到了譚浩明的凌辱，故怀恨在心而行刺。譚浩明享年55岁（满53岁）。